# ناونات
ناونات (به سانسکریت: नवनाथ)، که در زبان‌های هندی به گونه ناوناتا یا Nao Nath نیز تلفظ می‌شود، به نه قدیس، استاد یا نات اشاره دارد که فرقه ناونات بر آن‌ها استوار است و به صورت جمعی یا جداگانه پرستش می‌شوند.

## ناونات سامپرادایا
سنت ناونانت که در هند به آن ناونانت سامپرادایا گفته می‌شود، یک سامپرادایا یا پارامپارای هندواست که بر پایه دودمان ناونات بنا شده است.
سنت ناونات سامپرادایا پیام کریشنا را منتشر می‌کند و می‌گوید که خداوند بی فرم است و در همه جا حضور دارد.
آموزه‌های نات، در طول قرن‌ها، به به هزارتویی پیچیده و پر پیچ و خم تبدیل شده‌اند و در مناطق مختلف هند به شکل‌های مختلف درآمده است. تأکید آموزه‌هایش بر این است که فهم واقعیت متعالی فقط در دل قابل تحقق است. خوانش سرودهای مقدس و آوازهای مذهبی و همچنین پرستش بتها از ویژگیهای سنتی این فرقه است.  ناونات‌ها یک معبد باستانی دارند که در شهر پل‌گائون در کرانه رود واردا واقع شده است.